# Gemeiner Taghaft
Der Gemeine Taghaft (Hemerobius humulinus) ist eine holarktisch verbreitete Art der zu den Netzflüglern gehörenden Taghafte.

## Merkmale
Die Körperlänge beträgt etwa 7 mm, die Flügelspannweite 13–18 mm. Die Längsadern der Flügel sind dunkel punktiert. Hemerobius humulinus ist eine von mehreren ähnlichen Arten, die eine unterschiedliche Vorderflügel-Aderung aufweisen. Von Hemerobius stigma unterscheidet sie sich durch den breiten, hellen Streifen auf dem Thorax, der Hemerobius stigma fehlt.

## Verbreitung und Lebensraum
Die Art ist in Eurasien und Nordamerika verbreitet. In Europa ist sie weit verbreitet, fehlt aber auf Island und in großen Teilen Südeuropas. Außerdem lebt sie auf den Azoren. In Asien ist sie über Russland bis nach Ostasien verbreitet und hier in China, Korea und Japan zu finden. In Nordamerika lebt sie von Alaska und Kanada bis in den Südosten der Vereinigten Staaten, fehlt jedoch im Südwesten.
Die Art gehört zu den häufigsten heimischen Arten an Waldrändern, auf Lichtungen, in Hecken und Laubwäldern.

## Lebensweise
Adulte Tiere finden sich von März bis November, anderen Angaben zufolge von Mai bis September. Dies hängt jedoch vom regionalen Klima ab. Imagines und Larven leben räuberisch und ernähren sich hauptsächlich von Blattläusen.

## Bilder

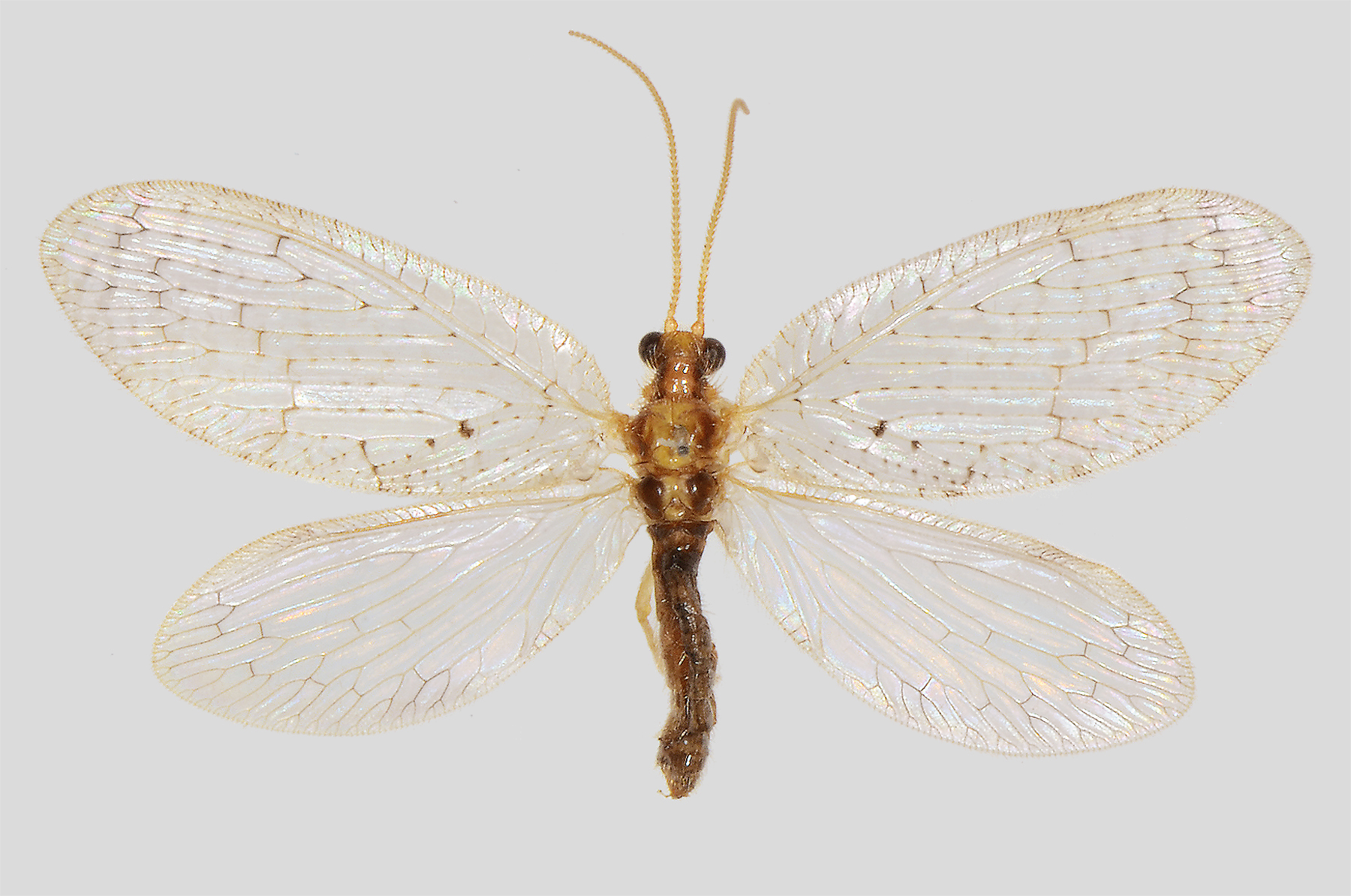
Ein präpariertes Exemplar
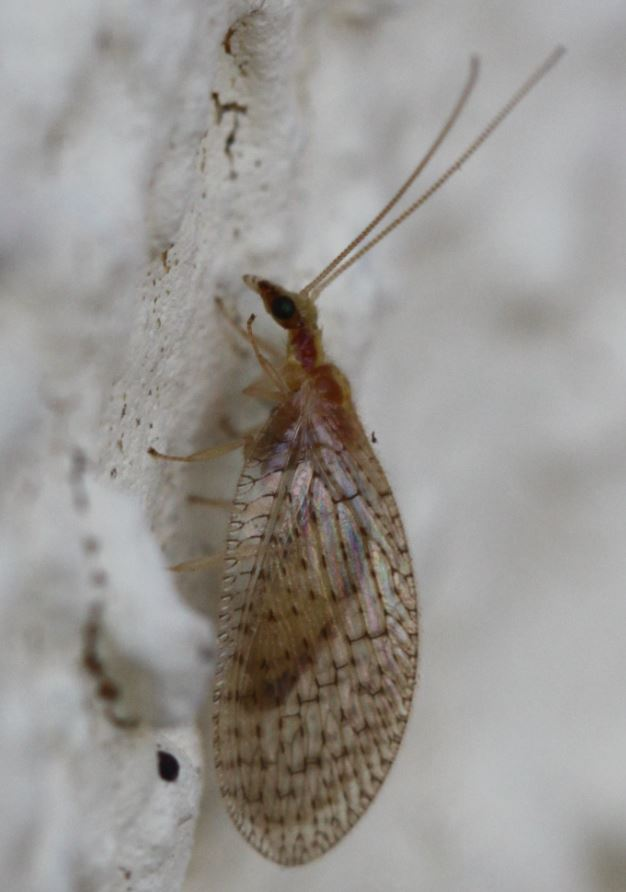
Ein Exemplar aus Süddeutschland
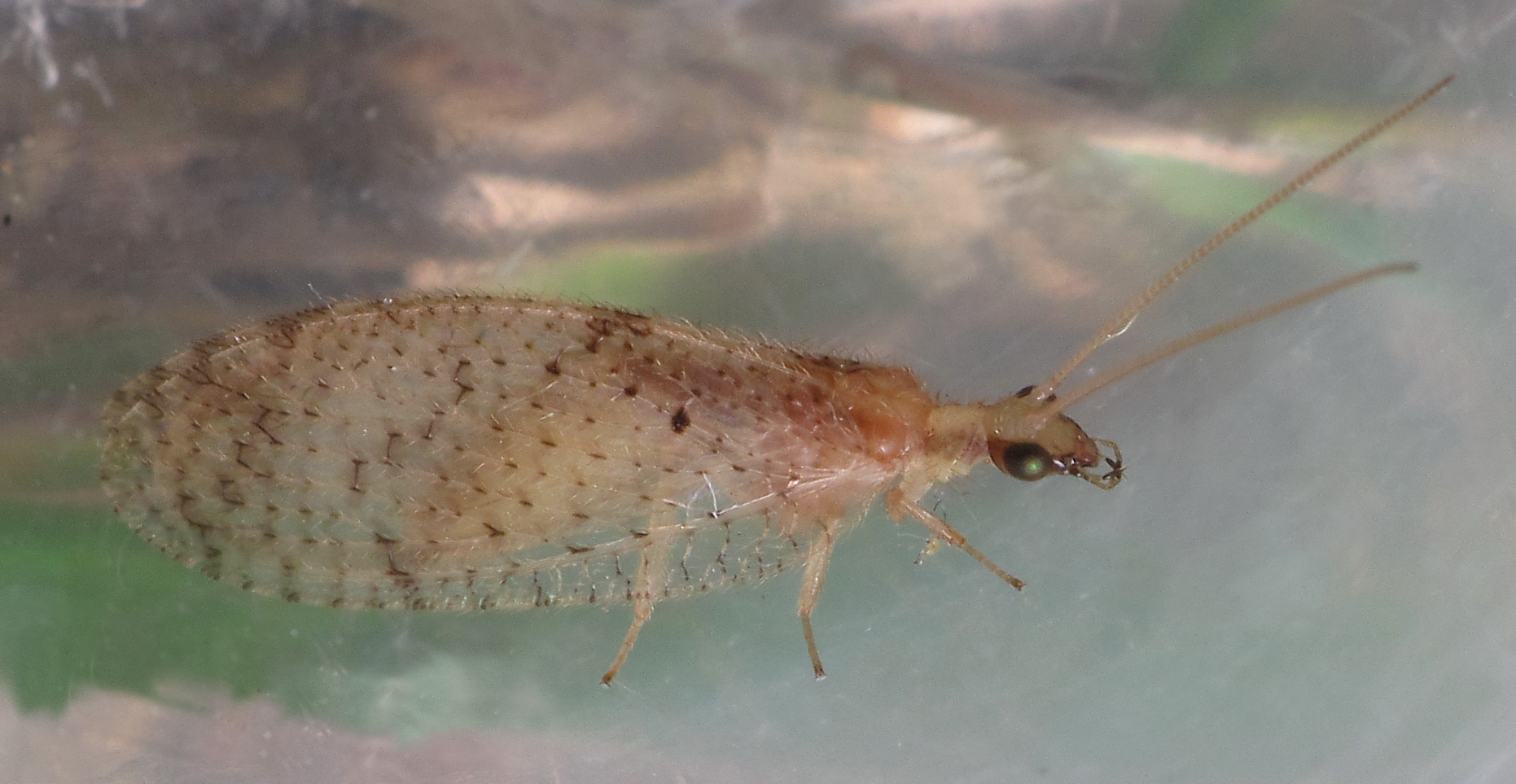
Ein Exemplar aus Nordwestspanien
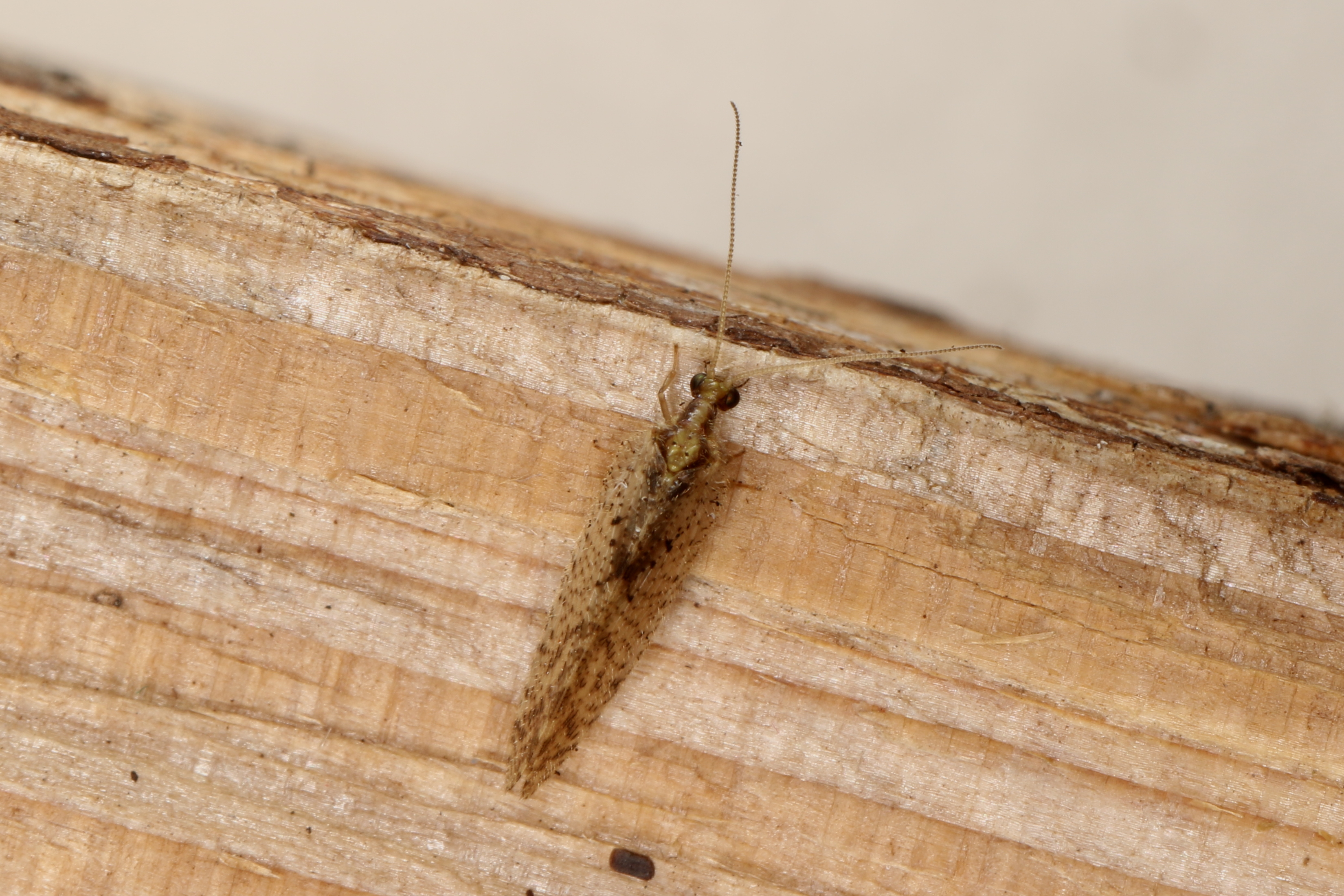
Ein Exemplar aus Dänemark, von oben betrachtet
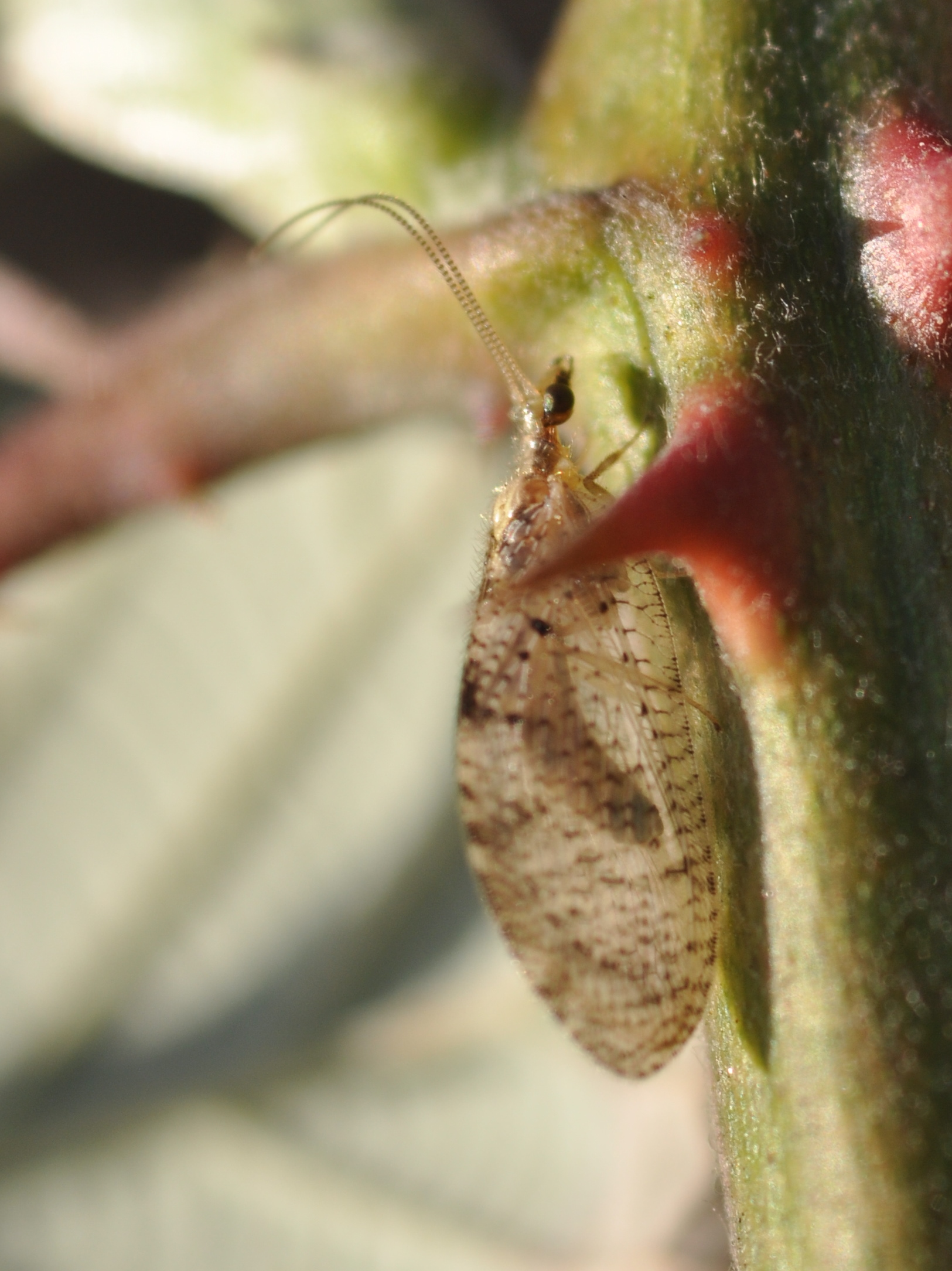
Ein Exemplar an einem Rosengewächs

## Taxonomie
Es existieren zahlreiche Synonyme der Art. Dazu zählen:
- Chrysopa karakurti Rossikov, 1904
- Chrysoperla humulina (Linnaeus, 1758)
- Hemerobius karakurti Rossikov, 1904
- Hemerobius humulina (Linnaeus, 1758)
- Hemerobius affinis Wesmael, 1841
- Hemerobius algonquinus Banks, 1924
- Hemerobius apicalis Stephens,1829
- Hemerobius castaneae Fitch, 1855
- Hemerobius gossypii Ashmead, 1894
- Hemerobius humuli Linnaeus, 1760
- Hemerobius lineatus Hagen, 1866
- Hemerobius maculatus Wesmael, 1841
- Hemerobius mononeurus Harris, 1835
- Hemerobius obliteratus Walker, 1853
- Hemerobius obscurus Samouelle, 1819
- Hemerobius obtusus Nakahara, 1954
- Hemerobius shikotanus Kuwayama, 1956
- Hemerobius subfasciatus Stephens, 1836
- Hemerobius tutatrix Fitch, 1855
- Mucropalpus humulinus (Linnaeus, 1758)